# Palazzo di Amalienborg
Il palazzo di Amalienborg, residenza ufficiale dei Reali danesi, si trova a Copenaghen, in Danimarca.

## Storia

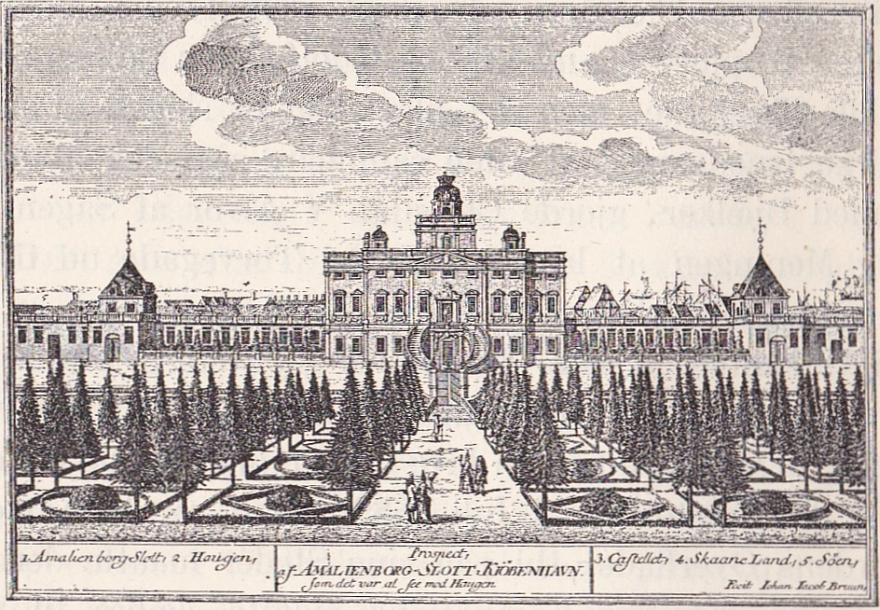
Incisione del XVIII secolo del primo palazzo Sophie Amalienborg

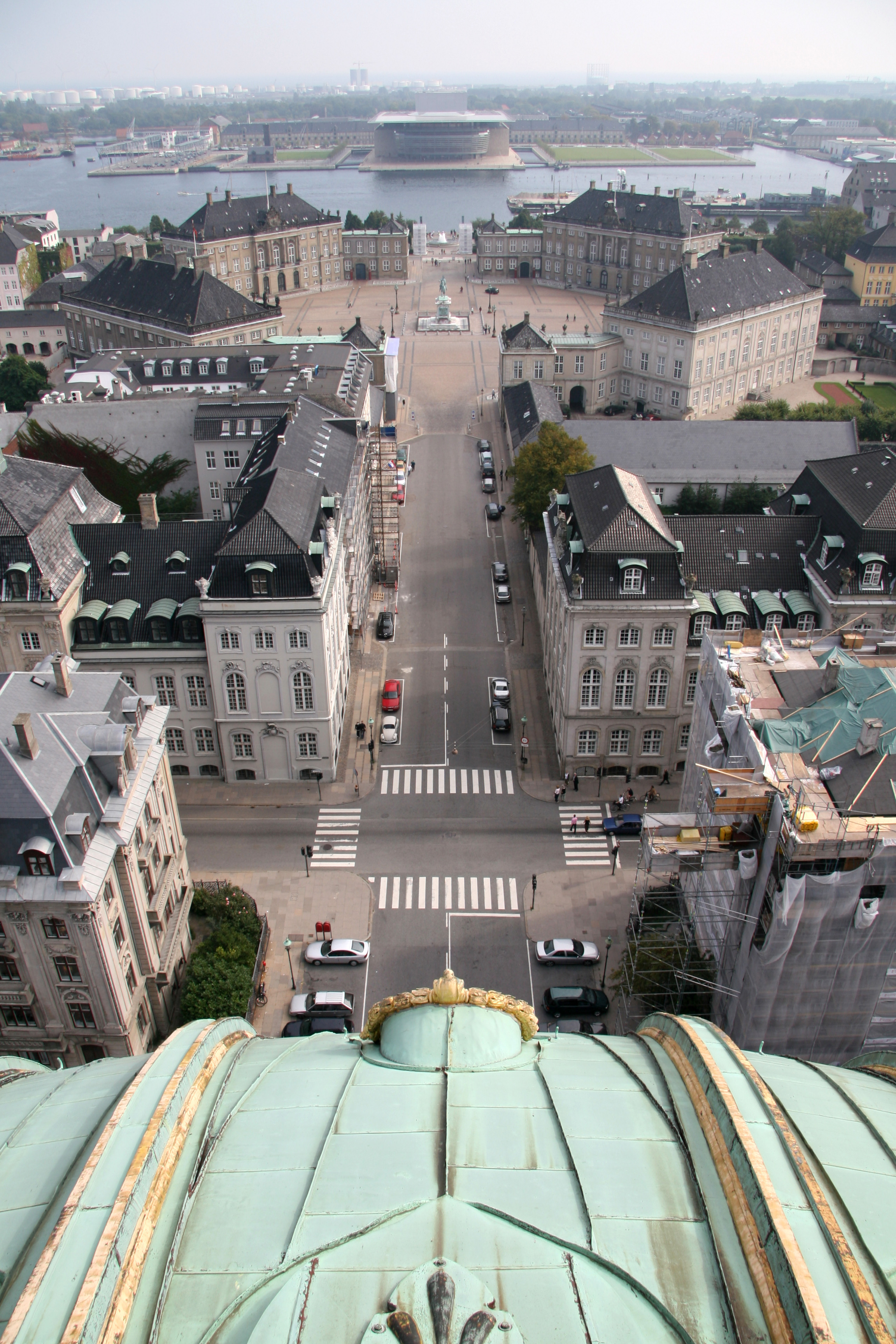
I quattro palazzi attorno alla piazza

Il primo palazzo, chiamato Sophie Amalienborg, fu costruito tra il 1669 e il 1673 per la regina Sofia Amalia e il marito re Federico III (morto nel 1670), su una parte del terreno acquisito dal re Cristiano IV al di fuori della vecchia città murata di Copenaghen all'inizio del XVII secolo.  La regina vedova visse qui fino alla sua morte, avvenuta il 20 febbraio 1685. Il palazzo comprendeva un giardino che sostituiva il "Giardino della Regina" distrutto durante l'assedio della Svezia nel 1659. Il 15 aprile 1689, il re Cristiano V, figlio di Sofia Amalia, festeggiò qui il suo quarantaquattresimo compleanno con un'opera tedesca. In seguito al grande successo della rappresentazione, questa fu ripetuta il 19 aprile 1689. Durante questa seconda rappresentazione, un set prese fuoco, distruggendo completamente il teatro e il palazzo e uccidendo circa 180 persone.
Il secondo palazzo di Amalienborg fu costruito all'inizio del regno di Federico IV. Questo nuovo palazzo comprendeva un padiglione estivo, un padiglione centrale con orangerie e portici su entrambi i lati del padiglione. Gli edifici erano circondati da un giardino formale da un lato e da campi di addestramento militare dall'altro.

### Sviluppo diFrederiksstadenda parte di Frederico V

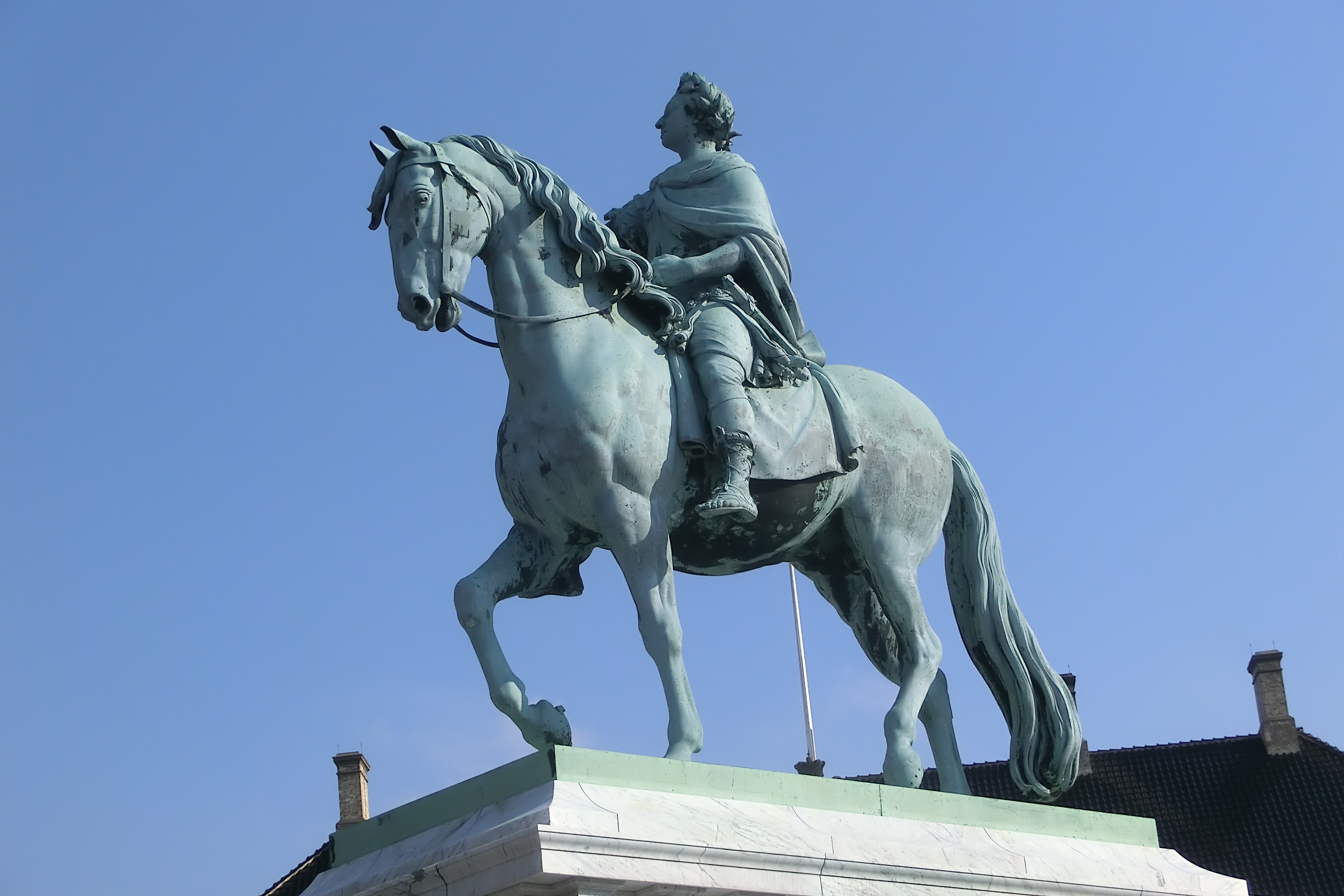
Statua equestre di Federico V, ad Amalienborg

Nel 1748, il re Federico V avviò lo sviluppo del quartiere di Frederiksstaden per commemorare il trecentenario dell'ascesa al trono danese della famiglia Oldenburg e il trecentenario dell'incoronazione di Cristiano I di Danimarca. Egli nominò il diplomatico danese Adam Gottlob Moltke come responsabile del progetto e Nicolai Eigtved come architetto. Amalienborg era il fulcro del progetto: un gruppo di quattro palazzi identici progettati per ospitare le famiglie nobili intorno a una piazza ottagonale.

### Residenza reale
Dopo l'incendio del Palazzo di Christiansborg, avvenuto il 26 febbraio 1794, la famiglia reale danese acquistò il Palazzo Moltke, ad uso del re, e il Palazzo Schack, per il principe ereditario. Un colonnato, progettato dall'architetto reale Caspar Frederik Harsdorff, fu aggiunto per collegare i due palazzi.
Dal 1794, Amalienborg è stata una residenza reale in cui hanno vissuto in successione diversi membri della famiglia reale danese. I quattro re di Danimarca, Cristiano VII, Cristiano VIII, Federico VIII e Cristiano IX, hanno dato il loro nome ai quattro palazzi.

## Descrizione

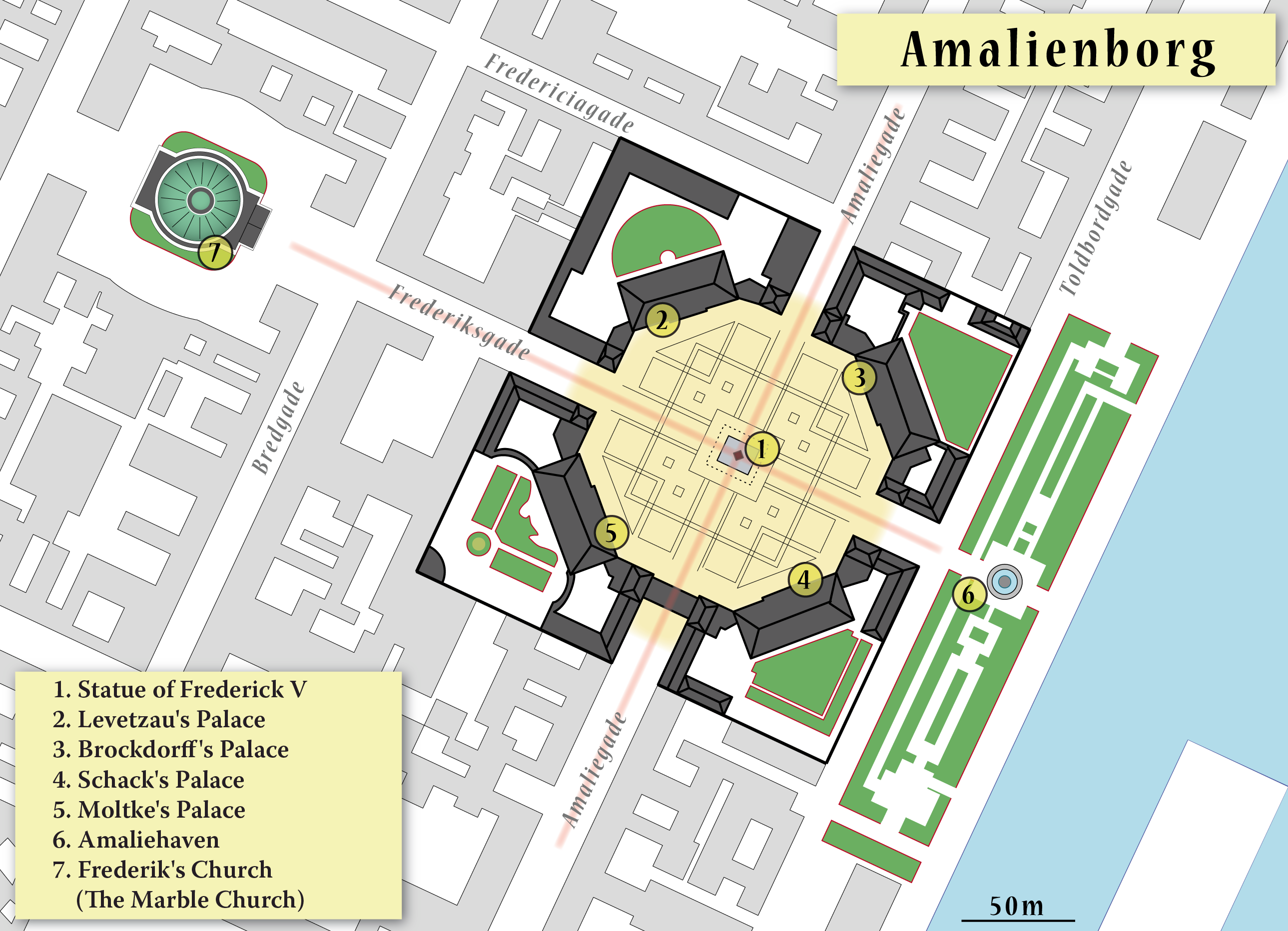
Mappa del palazzo

Secondo i progetti dell'architetto Nicolai Eigtved, i quattro palazzi che circondano la piazza furono progettati come dimore per le famiglie nobili. Gli esterni erano identici, ma gli interni erano diversi. Il terreno fu messo a disposizione degli aristocratici gratuitamente e questi furono esentati da tasse e imposte a patto che rispettassero le specifiche architettoniche e le scadenze di costruzione del Frederiksstaden.
Dal 1794 è la sede principale della famiglia reale danese. Il complesso è costituito da quattro palazzi in stile rococò che racchiudono una piazza ottagonale al cui centro si erge il monumento equestre del re Federico V realizzato dallo scultore francese Jacques-François-Joseph Saly.
L'idea di questa piazza nacque nel 1749, quando il grande maresciallo di corte, il conte Adam Gottlob Moltke, persuase il re Federico V a dare alla città un giardino per edificare un quartiere residenziale ideale.
La costruzione dei due palazzi sul lato ovest della piazza iniziò nel 1750. Quando Eigtved morì nel 1754, solo questi primi due palazzi erano stati completati. I lavori per gli altri palazzi furono portati avanti dal collega e rivale di Eigtved, Lauritz de Thurah, seguendo rigorosamente i piani di Eigtved. Tutti e quattro i palazzi furono completati nel 1760 (Palazzo Cristiano VII, originariamente noto come Palazzo Moltke; Palazzo Cristiano VIII, originariamente noto come Palazzo Levetzau; Palazzo Federico VIII, originariamente noto come Palazzo Brockdorff; Palazzo Cristiano IX, originariamente noto come Palazzo Schack).
In origine le quattro costruzioni dovevano essere abitate da quattro famiglie aristocratiche, ma dopo l'incendio del palazzo di Christiansborg, nel febbraio 1794, Cristiano VI le acquistò e vi si trasferì con la corte.

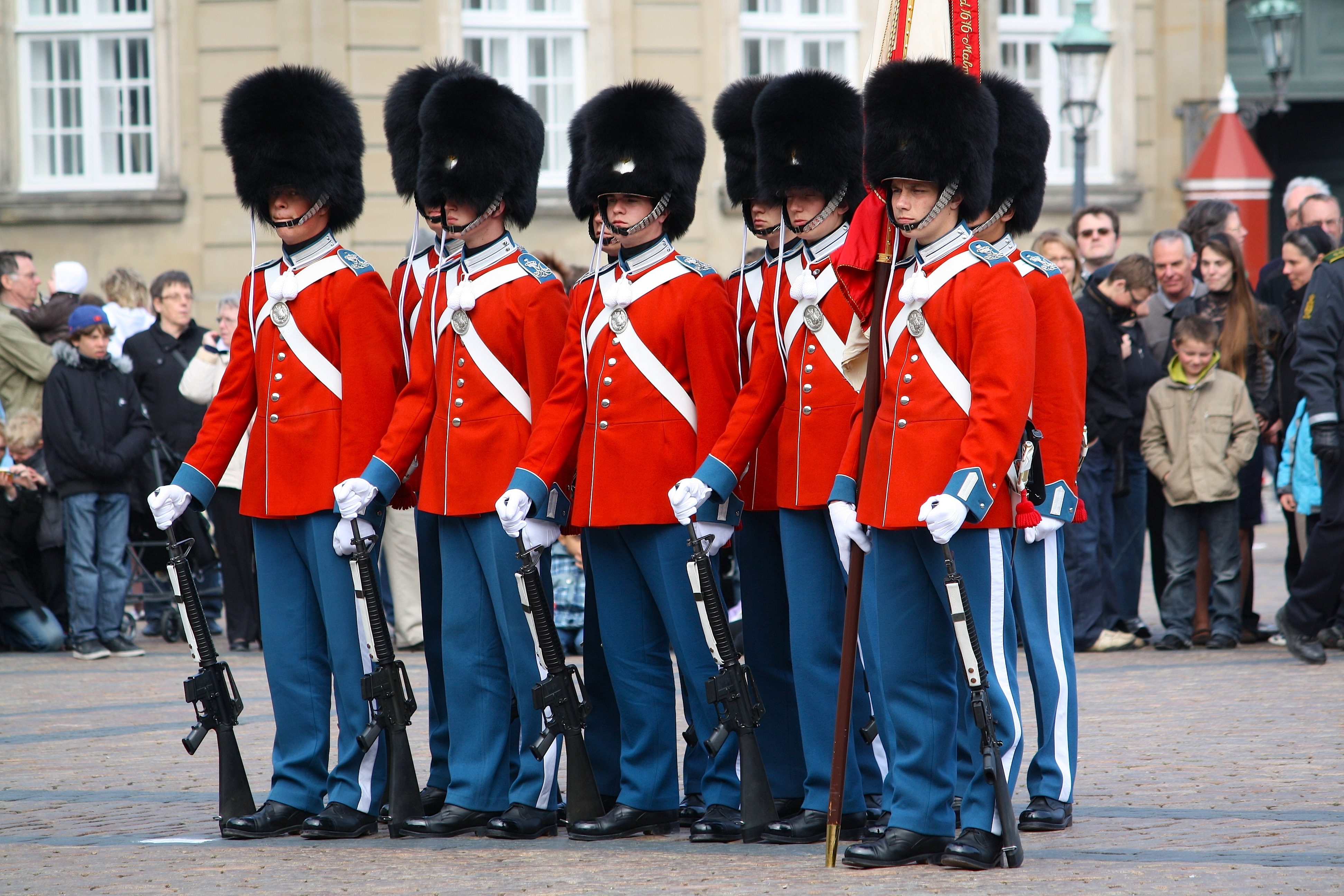
Guardie ad Amalienborg

I quattro palazzi che costituiscono Amalienborg sono:
- il palazzo di Cristiano VII: palazzo di sud-ovest, utilizzato per le visite ufficiali;
- il palazzo di Cristiano VIII: palazzo di nord-ovest, residenza del principe Federico X di Danimarca fino al 2004;
- il palazzo di Federico VIII: palazzo di nord-est, fu la residenza della regina madre Ingrid di Svezia fino alla sua morte nel 2000, è attualmente la residenza del re Federico X di Danimarca e della regina Mary.
- il palazzo di Cristiano IX: palazzo di sud-est, residenza del sovrano Federico IX dal 1967.

Il cambio della guardia del re avviene nella piazza centrale tutti i giorni a mezzogiorno.
Attualmente, solo i palazzi Cristiano VII e Cristiano VIII sono aperti al pubblico.